# Мамай Олександр Федорович
Олекса́ндр Фе́дорович Мама́й (* 11 червня 1968, Полтава, УРСР) — український проросійський політик, колишній мер Полтави, директор ТОВ «Інтер-Агро», голова ГО «Наш дім Полтава».
Народився 11 червня 1968 року у м. Решетилівці Полтавської області. Розлучений, має дві доньки та сина. Родич олігарха Андрія Веревського.
Наприкінці грудня 2022 року повідомлено про підозру щодо несанкціонованого поширення інформації про розміщення підрозділів ЗСУ під час воєнного стану.

## Освіта
Навчався у Полтавській середній школі № 19, яку закінчив у 1985 році.
У 1986 році Олександр Мамай поступив до Полтавського інженерно-будівельного інституту (нині — Національний університет «Полтавська політехніка імені Юрія Кондратюка») на денну форму навчання за спеціальністю «Теплогазопостачання та вентиляція». У січні 1987 року був відрахований з вишу за академічну заборгованість.
У грудні 2010 року, вже будучи мером, вступив на перший курс Полтавської державної аграрної академії (агрономічний факультет, заочне відділення).

## Кар'єра
- Від червня по серпень 1985 року працював на Полтавському заводі металовиробів на посаді складальника.
- У листопаді 1986 року працював на Полтавському заводі металовиробів на посаді вантажника.
- Від травня 1987 по квітень 1988 року працював на Полтавському оптово-роздрібному комбінаті на посаді вантажника.
- Від червня по липень 1988 року працював на Полтавській міській склотарній базі на посаді вантажника.
- З вересня 1988 року по січень 1991 року працював у дитячому садку № 47 на посаді двірника.
- Від січня 1991 по грудень 1995 року працював на підприємстві «Лтава-2» на посаді маляра-штукатура.
- Від 1996 року і надалі, зареєстрований як фізична особа—суб'єкт підприємницької діяльності.
- Від вересня 2000 року Олександр Мамай очолював сільськогосподарське підприємство «Інтер-Агро» — одне з найбільших агроформувань у Полтавській області.

## Громадсько-політична діяльність
У 2006 році Олександр Мамай брав участь у виборах мера Полтави, але зняв свою кандидатуру на користь іншого кандидата — Віктора Животенка, який тоді програв Андрію Матковському.
За результатами місцевих виборів в Україні 31 жовтня 2010 року, балотуючись від Полтавської міської партійної організації Політичної партії «Совість України», здобув переконливу перемогу (61,64 % виборців) і обраний полтавським міським головою, про що оголошено постановою Полтавської міської виборчої комісії Полтавської області від 4 листопада 2010 року № 200.
Олександр Мамай на 14-й партійній конференції обласної організації Партії регіонів, що відбулася 21 липня 2012 року, змінив членство в партії «Совість України» на квиток Партії Регіонів. Про свій вихід з партії він офіційно не оголошував, проте на виборах 2015 року знову висувався від партії «Совість України».
У своїй передвиборчій програмі обіцяв, що працюватиме за 1 гривню, попри це отримує одну з найвищих зарплат серед українських чиновників, випереджаючи не лише майже всіх міських голів, а й голів ОДА, міністрів та Президента України.
14 вересня 2018 року, Полтавська міська рада висловила Олександру Мамаю недовіру та позбавила його повноважень. Сам Мамай назвав ці дії нелегітимними та подав до суду. 20 листопада, від імені державного реєстратора Красноградської РДА Харківської області Наталії Батиченко були внесені зміни в Єдиному державному реєстрі юридичних осіб, фізичних осіб-підприємців та громадських формувань згідно яких Олександр Мамай визнавався міським головою. Однак, наступного дня виявилось, що ці дані внесені за допомогою викраденого ключа та не мають законної сили. 5 грудня в ЄДР знову були внесені зміни — Олександр Мамай, згідно з реєстром, укотре став міським головою. Згодом виявились, що ці зміни також були внесені з порушенням закону. 10 грудня Прокуратура Полтавської області вручила Олександру Мамаю підозру у вчиненні кримінальних правопорушень, передбачених ч. 3 ст. 206 (протидія законній господарській діяльності юридичної особи — Полтавської міської ради) та за ч. 3 ст. 27 ч.1 ст. 361(організація несанкціонованого втручання в роботу інформаційної системи) КК України.
У 2019 році брав участь у виборах до Верховної ради України на виборчому округу № 144 як самовисуванець. Набрав 17.09 % голосів.
У 2020 році Олександр Мамай переміг у другому турі місцевих виборів мера Полтави — він отримав підтримку 54 % голосів виборців.

## Благодійна діяльність
У 2009 р. Мамай заснував ГО «Наш Дім — Полтава» задля допомоги й підтримки соціально незахищених верств населення міста.
17 грудня 2009 року Мамай переміг на конкурсі України «Благодійник року-2009» в номінації «Бізнесмен».

### Підтримка дитячих медичних закладів
У 2009 році завдяки фінансовій підтримці було налагоджено харчування дітей дитячого відділення Полтавської обласної психіатричної лікарні. За його матеріальною допомогою закуплено фізіо-реабілітаційне обладнання вартістю 11 000 гривень для дитячого центру для ВІЛ-інфікованих дітей благодійної асоціації «Світло надії».

### Розвиток дитячого спорту
У березні 2008 р. за фінансової підтримки О. Мамая у Полтаві були проведені змагання з плавання. У них взяли участь понад 300 дітей усіх вікових категорій. Грошові винагороди отримали не тільки призери, а й всі учасники змагань.
У липні 2009 р., до 300-річчя Полтавської битви Мамай організував змагання під назвою «Спорт замість гармат». На змаганнях були представлені такі види спорту, як легка атлетика, бокс, боротьба, пауерліфтинг, веслування. Змагалися вже понад 900 дітей.
До Дня Міста Полтави у 2009 р. було організовано міську Спартакіаду з дев'яти видів спорту, яка тривала більше двох тижнів. Залучили майже 1700 спортсменів.

### Підтримка школярів
Громадська об'єднання «Наш дім — Полтава» у 2010 р. започаткувало щотижневий конкурс для школярів. Суть конкурсу в тому, що діти надсилають до громадського об'єднання листи-розповіді про свій клас, в яких описують своє навчання в школі, дружбу, спілкування тощо.
Переможці разом із батьками щосуботи та щонеділі відправляються на екскурсію до Харкова, де на них чекає розважальна програма у цирку чи планетарію.

### Підтримка пенсіонерок
25 січня 2010 р. розпочалася соціальна програма Мамая для підтримки на жінок-пенсіонерок.
Кожного дня до кінця квітня 2010 р. проводилась видача продуктових наборів жінкам-пенсіонеркам. Щодня близько 1,5 тисячі жінок, отримували продуктами. Усього в рамках програми близько 60 тисячам жінкам пенсійного віку були вручені набори. 5 вересня 2013 року на 33-ій сесії Полтавської міськради під час словесної перепалки з депутатом Ігорем Лебедиком, Олександр Мамай сказав:
Роздачі продуктових наборів політична опозиція розцінила як підкуп виборців, завдяки якому Олександру Мамаю вдалося здобути голоси виборців переважно похилого віку.
З 2010 року під час тих чи інших акцій протесту проти Олександра Мамая, активісти обсипають очільника міськради та його чиновників гречкою.
Під час виборчої кампанії 2015 року в офісі партії «Совість України» пенсіонери, у яких було День народження, отримують по 8 кілограмів цукру на людину. На думку громадських активістів, це є звичайний підкуп виборців. Крім того, з кінця липня 2015 року активіст Сергій Чередніченко розмістив банери з написами «Мамай, полтавців за цукор не купити!», «Мамай, де ж твоя совість?», «Цукор бери! Але майбутнє онуків не продавай!», «Який би цукор не був солодкий, я голосую головою».

## Конфлікти та скандали на посаді

### Штурм полтавської мерії
27 вересня 2013 року, полтавці, незадоволені рішенням міськвиконкому № 112 від 1 серпня 2013 р. про підвищенням комунальних тарифів, взяли штурмом будівлю Полтавського міськвиконкому.
Підвищення тарифів сталося без попереднього обговорення з громадськістю і всупереч позиції прем'єр-міністра Миколи Азарова і Антимонопольного комітету в особі голови його представництва в області Володимира Онищенка. Рекомендації Державної інспекції України з контролю за цінами місцева мерія також проігнорувала. Жителям міста були розіслані квитанції з новими тарифами.
Полтавці вимагали зустрічі з Олександром Мамаєм. Однак той вислав до протестувальників секретаря міськради. У відповідь мешканці, очолювані депутатами-опозиціонерами Сергієм Капліним та Юрієм Бубликом, зламавши міліцейські кордони, зайняли перший поверх мерії і окупували залу засідань на другому. Мамай, усупереч запевненням його оточення, що його немає в приміщенні мерії, перебував в цей час у своєму кабінеті під охороною загону «Беркуту». Нардепи змогли витягнути Мамая з кабінету до сесійної зали, але після нетривалого діалогу той утік. За деякими свідченнями, Олександр Мамай покинув будівлю мерії, перевдягнувшись у міліцейську форму.
Лише по втручанню народного депутата Арсена Авакова і голови Полтавської ОДА Олександра Удовіченка Мамай повернувся до мітингуючих. Удовіченко назвав наміри підвищення комунальних тарифів «хибними». Ще раніше в справу втрутився голова уряду Микола Азаров, котрий власне і доручив полтавському губернаторові на засіданні уряду «предпринять все необходимые меры для приведение в чувство господина Мамая».
Внаслідок акцій протесту на позачерговому засіданні полтавського міськвиконкому дія рішення № 112 від 1 серпня 2013 р. була призупинена (за повідомленням прес-служби Полтавської міськради, «скасована»). Він також пообіцяв скликати позачергову сесію полтавської міськради з питань житлово-комунальних тарифів.

### Конфлікт з суддею Ларисою Гольник
У 2014 році до судді Октябрського суду Полтави Лариси Гольник надійшла справа про корупційне адмінправопорушення відносно мера Мамая, яку вона почала розглядати. Мамай не з'являвся на засідання, тому його доставляли до суду примусово.
Суддя стверджує, зі сторони мерії на неї чинився тиск, пропонували хабар, погрожували. Сам Олександр Мамай під час конференції розголошував телефон і домашню адресу судді. У листопаді 2017 на Ларису Гольник та її чоловіка вчинено напад, за яким, на її думку, стоять мер та голова суду.
|                   | Мамай досить зухвало себе поводив під час судового засідання. Включався у перепалку з судом, знову уникав явки. Потім у якомусь інтерв'ю сказав: «Я хворію тільки в дні судових засідань»… Одного дня приходить Дмитро Трихна — колишній заступник Полтавського міського голови. В розмові він дав однозначно зрозуміти, що пропонує зустрітися з мером й обговорити «потрібні» рішення, я одразу звернулася до правоохоронних органів. Порушили кримінальне провадження, і відтоді я діяла з відповідною записуючою апаратурою. Кожна моя зустріч з цим посередником і зустріч з мером фіксувалася… Мер натякнув, що треба будь-яким шляхом закрити цю судову справу. Він запропонував або самовідвід, або закрити провадження за строками давності… Зрештою, крок зробив посередник. Ми домовлялися про ще одну можливу зустріч з Мамаєм, і потім він написав на папірці можливі варіанти суми. Посередник казав, що повідомлятиме запропоновану суму хабара у формі дати. І коли він прийшов, то постійно казав «5 січня», «5 січня». Та коли побачив, що я не дуже реагую, ще й підтвердив жестом, показавши 5000 доларів. |
| — Лариса Гольник, | |

Проти судді та мера відкрито низку кримінальних проваджень.
22 листопада 2017 р. з'явилося повідомлення про побиття судді Лариси Гольник та її чоловіка Ігоря Гавриленка у Полтаві.
26 лютого 2018 р. Лариса Гольник була вимушена звернутися по допомогу до Президента України Петра Порошенка з закликом до реальних змін у судовій системі та інших правоохоронних органах задля запобігання правового хаосу.

### Скандальні забудови
За каденції Мамая в Полтаві почався процес хаотичної забудови історичної частини міста. Навесні 2013 року на вулиці Соборності, перед Круглої площею було встановлено малу архітерну форму, так звану «Коффішку», внаслідок чого було зруйновано архітектурний та смисловий зв'язок між вулицею і площею.
2013 року було зруйновано будівлю колишньої синагоги Міснагдім, а на її місці зведено багатоповерхівку.
У 2017 році ТОВ «Старнайт» починає зведення прибудови, яка за документами є тимчасовим літнім майданчиком. Але фактично зводиться капітальна прибудова, яка спотворить не лише саму будівлю, а й весь ансамбль Круглої площі. Незважаючи на припис Державної архітектурно-будівельної комісії, що визнав незаконність будівництва та масові протести полтавців, прибудову було зведено.

### «Кривава арка»
В серпні 2016 року, міська рада не продовжила договір про оренду арки у будинку за адресою Соборності, 27. Раніше там розміщувалася точка продажу газет, новим орендарем став ФОП Степаненко Віктор Вікторович, брат депутатки Полтавської обласної ради Ірини Вікторівни Степаненко. Підприємець почав будівельні роботи в арці, внаслідок чого був перекритий єдиний повноцінний в'їзд у двір будинку. Мешканці будинку почали організовувати акції протесту, до них приєднувалися й інші полтавці. В результаті 4 квітня 2017 року, на акцію протесту напало близько 30 тітушок, пізніше виявилось, що вони є представниками охоронної фірми Скорпіон-2016. Двоє протестувальників отримали ножові поранення, ще декілька — переломи та забої. Однак паркан в арці все одно було демонтовано.
Ввечері наступного дня полтавці вирішили шукати правди у міській раді. Під її стінами 6 квітня зібралися кількасот активістів. Вони перекрили центральну вулицю і почали вимагати від депутатів скликати сесію, яка б скасувала дозвіл на встановлення МАФів у центрі міста. 6 квітня Олександр Мамай заявив, що він зареєстрував проект рішення про мораторій на відкриття нових МАФів у Полтаві. А підприємець Віктор Степаненко офіційно оголосив, що призупиняє будівельні роботи в арці.
Після цього громада міста зайняла приміщення Міської ради з вимогою якомога швидше скликати сесію для затвердження цього проекту рішення. Було створено «Штаб спротиву», який очолили опозиційні депутати міської ради та громадські активісти Олександр Мамай скликав сесію на 16 червня — максимально віддалений термін який можна було призначити за законом..

### Розслідування
29 грудня 2022 року СБУ вручила Мамаю підозру щодо поширення інформації про розташування ЗСУ під час воєнного стану (ст. 114-2 ККУ). Видання Коло.News повідомляло, що йдеться про ситуацію, коли мер на брифінгу озвучив інформацію про формування у місті нової військової частини та її розташування. Процес обрання запобіжного заходу для Мамая тривав до 20 січня 2023 року.
18 січня 2023 року, питання обрання запобіжного заходу Мамаю та усунення його з посади обирали в Октябрському районному суді м. Полтави. Однак всі шестеро слідчих суддів з річних причин заявили про самовідводи. Отже, справу розглядати було нікому, тому клопотання про обрання запобіжного заходу щодо міського голови та його відсторонення від посади було направлене до апеляційного суду для вирішення питання про передачу до іншого суду.
20 січня 2023 року, Київський районний суд м. Полтави ухвалив рішення щодо обрання запобіжного заходу для Олександра Мамая. Згідно повідомлення на офіційному сайті суду, за результатами закритого судового засідання щодо розгляду клопотання про обрання запобіжного заходу міському голові Мамаю, суд ухвалив рішення про відмову в застосуванні до Мамая Олександра Федоровича запобіжного заходу у вигляді тримання під вартою.
30 січня 2023 року, Полтавський апеляційний суд підтвердив рішення Київського районного суду Полтави, яким той відмовив в обранні запобіжного заходу у вигляді тримання під вартою для мера обласного центру Мамая.

## Вироки
ВАКС засудив Мамая за розтрату майна до 5 років позбавлення волі, але звільнив від відбування покарання з іспитовим строком на 1 рік. 2 березня ВАКС затвердив угоду про визнання винуватості, укладену із прокурором САП. Відповідно до угоди суд визнав Мамая винним в розтраті майна шляхом зловживання службовим становищем і у внесенні до документів завідомо неправдивих відомостей, що у підсумку завдало місцевому бюджету понад 570 тис. грн збитків, тобто у вчиненні злочинів, передбачених ч. 3 ст. 27, ч. 4 ст. 191 та ч. 3 ст. 28 ч. 1 ст. 366 КК України.
Зважаючи, що Мамай відшкодував збитки та визнав провину, суд призначив йому покарання у 5 років позбавлення волі з позбавленням права обіймати посади, пов'язані з організаційно-розпорядчими чи адміністративно-господарськими функціями строком на 1 рік. На підставі ст. 75 КК України суд звільнив особу від покарання з іспитовим строком 1 рік.
4 квітня 2023 року судовий вирок щодо міського голови Полтави Олександра Мамая набрав законної сили.
12 квітня 2023 року Мамая звільнили з посади міського голови Полтави на виконання вироку суду. Того ж дня, комітет Полтавської міської ради видав йому трудову книжку з відповідним записом.

## Політичні погляди
Олександр Мамай неодноразово публічно демонстрував свої українофобські погляди. Зокрема він протягом декількох років блокував у місті встановлення Пам'ятника Івану Мазепі, оскільки вважає його негативною історичною персоною, тоді ж Мамай заявив: «я виріс у СРСР і мене вчили, що Мазепа був зрадником». На посаді міського голови неодноразово наголошував на своїй любові до Радянського Союзу та навіть співав гімн СРСР на сесії міської ради. У 2013 році, у відповідь на пропозицію громадськості перейменувати вулицю Паризької Комуни на Героїв Крут, він заявив, що поки є міським головою жодна вулицю в Полтаві перейменована не буде. Після ухвалення законів про декомунізацію всіляко саботував її проведення в Полтаві. У відповідь на питання журналістів щодо невиконання Закону, він заявив:
|  | Якщо я впевнений, що я можу обійти закон і мені за це нічого не буде - я буду це робити постійно. |

29 січня 2014 року, під час Револоюції Гідності, Мамай заявив, що Віктор Федорович Янукович — легітимно обраний Президент України.
14 вересня, депутати Полтавської міської ради на позачерговій сесії визнали незадовільною роботу мера Олександра Мамая і достроково припинили його повноваження.
У ніч з 7 на 8 травня 2021 року, за наказом Мамая, міські комунальники намагалися демонтувати Державний прапор та Революційний прапор ОУН з монументу Слави у м. Полтаві, які були встановлені ветеранами російсько-української війни та активістами.
9 травня 2021 року, під час святкування Дня перемоги над нацизмом у Другій світовій війні, Мамай у своїй промові назвав німецько-радянську війну Великою Вітчизняною, згадав своє піонерське та комсомольське минуле, про «переписування історії», негативно висловився про декомунізацію (перейменування вулиць), про борців за Незалежність України: «які для наших предків були ворогами, проти яких вони воювали».
4 грудня 2021 року, у інтерв'ю каналу «Наш» Мамай заявив, що війна на Сході України ведеться між двома «наддержавами» США та Росією, що українці та росіяни братні народи. Через ці слова був внесений до бази даних порталу «Миротворець».
1 листопада 2022 року, після нічної атаки міста десятьма дронами-камікадзе, Олександр Мамай назвав цю атаку «вразливою негодою».

## Виноски
1. ↑  МЭР ПОЛТАВЫ АЛЕКСАНДР МАМАЙ: «ТАК УЖЕ ПОЛУЧИЛОСЬ, ЧТО АНДРЕЙ ВЕРЕВСКИЙ МНЕ РОДСТВЕННИК»
2. ↑  За матеріалами СБУ повідомлено про підозру меру Полтави. ssu.gov.ua. Процитовано 29 грудня 2022.
3. ↑  На виборах мера Полтави переміг Олександр Мамай
4. ↑  Результати виборів Полтавського міського голови [Архівовано 28 лютого 2014 у Wayback Machine.] на Офіційний сайт Полтавської міської ради [Архівовано 25 вересня 2009 у Wayback Machine.]
5. ↑  Мер Полтави став «регіоналом» [Архівовано 23 липня 2012 у Wayback Machine.], «Українська правда», 21 липня 2012
6. ↑  Рейтинг зарплат мерів обласних центрів: мер Полтави обігнав усіх, навіть прем'єра двічі. Архів оригіналу за 1 травня 2018. Процитовано 1 травня 2018.
7. ↑  Зарплата мера Полтави в порівнянні з посадовцями області та країни (ІНФОГРАФІКА). Архів оригіналу за 1 травня 2018. Процитовано 1 травня 2018.
8. ↑  Мамая позбавили влади. Чи надовго?. Архів оригіналу за 6 грудня 2018. Процитовано 5 грудня 2018.
9. ↑  Шамота знову в реєстрі. Прокуратура та СБУ перевіряють обставини внесення Мамая до ЄДР. Архів оригіналу за 6 грудня 2018. Процитовано 5 грудня 2018.
10. ↑  Мамая знову внесли до держреєстру в якості міського голови. Архів оригіналу за 6 грудня 2018. Процитовано 5 грудня 2018.
11. ↑  Прокуратурою Полтавської області у законний спосіб повідомлено про підозру екс-меру м. Полтава за несанкціоноване втручання в роботу інформаційної системи та протидії законній господарській діяльності Полтавської міської ради, що дестабілізує роботу ради у зимовий період (ФОТО). Архів оригіналу за 24 червня 2019. Процитовано 11 грудня 2018.
12. ↑  Третя перемога Олександра Мамая: результати місцевих виборів. yes-poltava.com.ua (укр.). Архів оригіналу за 16 січня 2021. Процитовано 30 листопада 2020.
13. ↑  Архівована копія. Архів оригіналу за 7 січня 2012. Процитовано 14 січня 2012.{{cite web}}:  Обслуговування CS1: Сторінки з текстом «archived copy» як значення параметру title (посилання)
14. 1 2  Переможці III Національного конкурсу «Благодійник року». Архів оригіналу за 9 жовтня 2014. Процитовано 14 січня 2012.
15. 1 2 3  За матеріалами газети «Зоря Полтавщини» від 13 листопада 2009 р.[недоступне посилання з липня 2019]
16. 1 2 3  Газета «Перша Полтавська» від 10 лютого 2010 р.[недоступне посилання з липня 2019]
17. ↑  Мер Полтави: Я гречку роздавав і за себе, і за нього. poltava.to. Архів оригіналу за 21 червня 2015. Процитовано 28 серпня 2015.
18. ↑  Протестуючі вимагають відставки мера Полтави (оновлюється). poltava.to. Архів оригіналу за 21 червня 2015. Процитовано 28 серпня 2015.
19. ↑  Мамай роздає цукор, проте полтавці стверджують, що не голосуватимуть за нього. poltava.espreso.tv. Архів оригіналу за 16 червня 2015. Процитовано 28 серпня 2015.
20. 1 2  Громадськість Полтави виступила проти «цукрового» підкупу виборців. poltava.to. Архів оригіналу за 28 липня 2015. Процитовано 28 серпня 2015.
21. ↑  Українофоб та скандальний політик: “темна” сторона життя полтавського мера Олександра Мамая. Архів оригіналу за 9 травня 2021. Процитовано 9 травня 2021.
22. ↑  Дарина Рогачук. Лариса Гольник: Мер Полтави заявляв, що його не може судити суддя, яка стояла на Майдані / УП, 20 грудня 2017. Архів оригіналу за 26 лютого 2018. Процитовано 26 лютого 2018.
23. ↑  Лариса Гольник. Проти мене «шиють справу». Брутально і поквапом / УП, 9 квітня 2018. Архів оригіналу за 10 квітня 2018. Процитовано 9 квітня 2018.
24. ↑  У Полтаві побили суддю Ларису Гольник. Архів оригіналу за 28 лютого 2018.
25. ↑  Повідомлення від користувача Лариса Гольник у соц-мережі Facebook про її звернення до Президента України.
26. ↑  «Коффишка» нарушила замысел создателей круглой площади. Архів оригіналу за 7 березня 2022. Процитовано 1 травня 2018.
27. ↑  Будинок Полтавського дворянського зібрання. Архів оригіналу за 2 травня 2018. Процитовано 1 травня 2018.
28. ↑  У центрі Полтави, попри заборону, триває добудова до архітектурної пам'ятки. Архів оригіналу за 2 травня 2018. Процитовано 1 травня 2018.
29. ↑  Полтавська місцева прокуратура звернулася до суду з позовом щодо будівництва на вулиці Соборності. Архів оригіналу за 9 травня 2021. Процитовано 9 травня 2021.
30. ↑  Полтава протестує: Як містяни виступають проти свавілля забудовників. Архів оригіналу за 1 травня 2018. Процитовано 1 травня 2018.
31. ↑  У центрі Полтави пройшла акція протесту стосовно прибудови до колишнього кінотеатру ім. Котляревського. Архів оригіналу за 4 грудня 2020. Процитовано 1 травня 2018.
32. ↑  Полтавська битва: Арка розбрату і перемога громади. Архів оригіналу за 1 травня 2018. Процитовано 1 травня 2018.
33. ↑  Архівована копія. Архів оригіналу за 1 травня 2018. Процитовано 1 травня 2018.{{cite web}}:  Обслуговування CS1: Сторінки з текстом «archived copy» як значення параметру title (посилання)
34. ↑  Архівована копія. Архів оригіналу за 1 травня 2018. Процитовано 1 травня 2018.{{cite web}}:  Обслуговування CS1: Сторінки з текстом «archived copy» як значення параметру title (посилання)
35. ↑  Кримінальний Кодекс України. Стаття 114-2
36. ↑  СБУ оголосила підозру меру Полтави. Українська правда (укр.). Процитовано 29 грудня 2022.
37. ↑  СБУ вручила підозру меру Полтави Олександру Мамаю. Деталі справи. BBC News Україна (укр.). Процитовано 29 грудня 2022.
38. ↑  Меру Полтави сьогодні обирали запобіжний захід: суд ухвалив нове рішення. 20.01.2023, 15:26
39. ↑  5 січня справу Мамая спробують передати з Октябрського в інший райсуд. 04.01.2023, 15:49
40. ↑  Щодо розгляду клопотання про обрання запобіжного заходу міському голові. 18.01.2023, 09:41
41. ↑  Результати розгляду клопотання про обрання запобіжного заходу у вигляді тримання під вартою міському голові. 20.01.2023, 13:24
42. ↑  Мер Полтави Мамай залишиться на свободі: суд не відправив його до СІЗО. 20.01.2023, 15:52
43. ↑  Суд відхилив апеляцію на відмову в арешті мера Полтави. 30.01.2023
44. ↑  Мера Полтави засудили за організацію розтрати понад півмільйона гривень. РБК-Украина (укр.). Процитовано 13 березня 2023.
45. ↑  Вищий антикорупційний суд засудив мера Полтави Олександра Мамая за розтрату майна до 5 років позбавлення волі, але звільнив від відбування покарання з іспитовим строком на 1 рік. 02.03.2023, 17:19
46. ↑  Сьогодні Олександра Мамая мають звільнити із міської ради Полтави. 12.04.2023, 14:00
47. ↑  Олександра Мамая звільнили з посади міського голови Полтави. 14.04.2023, 13:23
48. ↑  Мера Полтави Олександра Мамая офіційно звільнили. 14.04.2023, 14:58
49. ↑  Мер Полтави відфутболив пам'ятник Мазепі до депутатів і Януковича. Архів оригіналу за 1 травня 2018. Процитовано 1 травня 2018.
50. ↑  Полтавська Мазепіана. Історична пам'ять як поле битви. Архів оригіналу за 2 травня 2018. Процитовано 1 травня 2018.
51. ↑  Порошенко, Філарет і 2,5 тисячі людей відкрили пам'ятник Мазепі у Полтаві (фото, відео). Архів оригіналу за 5 серпня 2017. Процитовано 1 травня 2018.
52. ↑  Не минуло й 8 років, як міськрада Полтави проголосувала за Мазепу [Архівовано 10 травня 2021 у Wayback Machine.] «Історична правда»
53. ↑  Мер Полтави процитував радянський гімн. Архів оригіналу за 1 травня 2018. Процитовано 1 травня 2018.
54. ↑  ПАРИЗЬКА КОМУНА ЧИ ГЕРОЇВ КРУТ?. Архів оригіналу за 4 жовтня 2018. Процитовано 1 травня 2018.
55. ↑  Декомунізація у Полтаві: Чому Мамай захищає СРСР. Архів оригіналу за 1 травня 2018. Процитовано 1 травня 2018.
56. ↑  Мер Полтави не буде перейменовувати вулиці, бо йому за це нічого не буде
57. ↑  Міський голова Полтави нагадав, що Віктор Янукович — легітимно обраний президент. Архів оригіналу за 9 травня 2021. Процитовано 9 травня 2021.
58. ↑  За наказом мера-ексрегіонала Полтави Мамая комунальники намагалися зняти синьо-жовтий та червоно-чорний прапори з монументу Слави. Архів оригіналу за 8 травня 2021. Процитовано 9 травня 2021.
59. ↑  Мер Полтави у промові до 9 травня згадав про прапори на Монументі Слави та закликав політичні сили забути про чвари. Архів оригіналу за 9 травня 2021. Процитовано 9 травня 2021.
60. ↑  otto. Мамай Александр Фёдорович. Myrotvorets.center (рос.). Архів оригіналу за 7 грудня 2021. Процитовано 7 грудня 2021.
61. ↑  Олександр Мамай назвав атаку Полтави дронами-камікадзе «вразливою негодою». ВІДЕО. kolo.news (укр.). Процитовано 30 грудня 2022.